# Георгиев, Георгий (дзюдоист)
Георгий Георгиев (болг. Георги Ангелов Георгиев; род. 30 января 1976, Пазарджик) — болгарский самбист и дзюдоист, чемпион и призёр чемпионатов Болгарии по дзюдо, бронзовый призёр чемпионатов Европы по дзюдо, чемпион и призёр чемпионатов Европы и мира по самбо, участник двух Олимпиад.

## Карьера
Выступал в полулёгкой (до 65-66 кг) и лёгкой (до 73 кг) весовых категориях. Чемпион (2000, 2002, 2009 годы), серебряный (2001, 2005) и бронзовый (2004, 2010) призёр чемпионатов Болгарии. Серебряный (1999) и бронзовый (1995) призёр Всемирных военных игр. Чемпион (2002, 2006) и бронзовый призёр чемпионатов мира среди военнослужащих. Бронзовый призёр чемпионатов Европы 2000, 2003 и 2007 годов.
На Олимпиаде 2000 года в Сиднее Георгиев победил венгра Йожефа Чака, но в следующей схватке уступил представителю Турции Хюсеину Озкану. В утешительной серии болгарин проиграл иранцу Арашу Мирэсмаэли и выбыл из борьбы за медали, заняв итоговое 13-е место.
На следующей Олимпиаде в Афинах Георгиев победил представителя Грузии Давида Маргошвили, представителя Турции Бекташа Демиреля, казаха Муратбека Кипшакбаева, но уступил японцу Масато Утисиба. В утешительной схватке болгарин одолел испанца Оскара Пенаса и завоевал бронзу Олимпиады.